# Ольшинка
Ольшинка (пол. Olszynka) , до 1986 року Дмитровичі — село на Закерзонні в Польщі, у гміні Орли Перемишльського повіту Підкарпатського воєводства.
Населення — 387 осіб (2011).

## Розташування
Село розташоване за 12 км на північ від Перемишля та 54 км на схід від Ряшева.

## Назва
Після виселення українців польська влада змінила українську назву села Дмитровичі на польську Ольшинка.

## Історія
У 1488 р. спалили село волохи, в 1502, 1624 і 1676 рр. — татари.
У 1880 р. село належало до Перемишльського повіту Королівства Галичини та Володимирії Австро-Угорської імперії, у селі було 348 жителів (228 греко-католиків, 50 римо-католиків і 70 юдеїв).
У 1934-1939 рр. село належало до ґміни Хлопіце Ярославського повіту Львівського воєводства. У 1939 році в селі проживало 540 мешканців, з них 475 українців-грекокатоликів, 35 українців-римокатоликів, 10 поляків, 15 польських колоністів міжвоєнного періоду і 5 євреїв. 
В липні 1944 року радянські війська оволоділи селом. 16 серпня 1945 року Москва підписала й опублікувала офіційно договір з Польщею про встановлення лінії Керзона українсько-польським кордоном. Українці не могли протистояти антиукраїнському терору після Другої світової війни. Частину добровільно-примусово виселили в СРСР (402 особи — 106 родин). Українське населення села, якому вдалося уникнути вивезення до СРСР, попало в 1947 році під етнічну чистка під час проведення Операції «Вісла» і було депортовано на понімецькі землі у західній та північній частині польської держави, що до 1945 належали Німеччині.
У 1975-1998 роках село належало до Перемишльського воєводства.

## Демографія
Демографічна структура станом на 31 березня 2011 року:
|          | Загалом | Допрацездатний вік | Працездатний вік | Постпрацездатний вік |
| -------- | ------- | ------------------ | ---------------- | -------------------- |
| Чоловіки | 213     | 54                 | 135              | 24                   |
| Жінки    | 174     | 27                 | 101              | 46                   |
| Разом    | 387     | 81                 | 236              | 70                   |

## Церква
У 1634 р. українці збудували дерев’яну греко-католицьку церкву Різдва Пр. Богородиці. До їх депортації була філіяльною церквою, яка належала до парафії Заміхів Перемиського деканату (після Першої світової війни — Радимнянського деканату) Перемишльської єпархії.